# Eterne Rima
Eterne Rima (есп. «Вічна рима»; справжнє ім'я Igor Wasilewski; нар. 28 серпня 1972) — польський есперантист, що проживає в Токіо, музикант у стилі хіп-хоп.
Eterne Rima у своїх композиціях майстерно поєднує теми гедонізму та грошей з питаннями спільноти есперанто і, таким чином, постає як унікальний жанровий виконавець. Музика Eterne Rima стилістично коливається між Dirty South та R&B.
Eterne Rima став есперантистом у 2000 році після самостійного вивчення есперанто, що зачарувало його своєю красою та неповторним характером. До цього часу він виконував власні англомовні композиції. Влітку цього року Етерне Ріма випустив свій перший демо-альбом «Por miaj gefratoj» на есперанто. Пізніше почав виступати з концертами під час місцевих есперанто-подій.
У 2007 році Eterne Rima через особисті обставини переїхав до Японії, і вже будучи зрілим есперантистом, вирішив там розкручувати хіп-хоп на есперанто. Заснував власну музичну студію «Espo-Lunatiko».
В 2010 вийшов альбом Eterne Rima «Samideano», в 2012 — «Taglibro de brutulo».